# Le Procès de Mary Dugan (film, 1931)
Pour plus de détails, voir Fiche technique et Distribution.
Le Procès de Mary Dugan est un film de procès franco-américain réalisé par Marcel De Sano, sorti en 1931.

## Synopsis
Mary Dugan est jugée pour meurtre. Comme elle est mal défendue par son avocat, son frère Jimmy prend le relais et va arriver à prouver son innocence.

## Fiche technique
- Titre français : Le Procès de Mary Dugan
- Réalisation : Marcel De Sano
- Scénario : Becky Gardiner, d'après la pièce The Trial of Mary Dugan de Bayard Veiller
- Adaptation : Henry Torrès, Honoré de Carbuccia
- Direction artistique : Cedric Gibbons
- Costumes : René Hubert
- Photographie : Gordon Avil
- Son : Douglas Shearer
- Montage : Conrad A. Nervig
- Société de production : Metro-Goldwyn-Mayer
- Société de distribution : Loew's Inc.
- Pays d’origine :  France,  États-Unis
- Langue originale : français
- Format : noir et blanc — 35 mm — 1,20:1 —  son mono
- Genre : drame
- Durée : 100 minutes
- Dates de sortie : France : 6 novembre 1931
- Affiche : Boris Grinsson (France)

## Distribution
- Huguette Duflos : Mary Dugan
- Charles Boyer : Le procureur
- André Burgère : Jimmy Dugan
- Françoise Rosay : La veuve
- Rolla Norman : L'inspecteur
- Adrienne d'Ambricourt : La femme de chambre
- Marcel André : West
- George Davis : Le garçon d'ascenseur

## Autour du film
- Il s'agit de la version française du film en anglais Le Procès de Mary Dugan (The Trial of Mary Dugan) réalisé par Bayard Veiller, sorti en 1929